# Philodicus pallidus
Philodicus pallidus är en tvåvingeart som beskrevs av Blasdale 1957. Philodicus pallidus ingår i släktet Philodicus och familjen rovflugor.
Artens utbredningsområde är Somalia. Inga underarter finns listade i Catalogue of Life.